# Karlsberg
Karlsberg (biał. Кальзберг, ros. Кальзберг) – wieś na Białorusi, w obwodzie mińskim, w rejonie mińskim, w sielsowiecie Łoszany.
W czasach Rzeczypospolitej ziemie te leżały w województwie mińskim. Odpadły od Polski w wyniku II rozbioru. W 1796 ówczesny właściciel, marszałek szlachty guberni mińskiej Józef Wołodkowicz, od imienia żony Karoliny nazywa Huje Karlsbergiem. Później tą nazwą określono zabudowania dworskie, z których wyodrębniła się osobna wieś. W granicach Rosji wieś należała do ujezdu wilejskiego w guberni wileńskiej. Ponownie pod polską administracją w latach 1919 - 1920 w okręgu mińskim Zarządu Cywilnego Ziem Wschodnich. Ustalona w traktacie ryskim granica polsko-radziecka przebiegła tuż obok wsi, zostawiając ją po stronie sowieckiej.